# Курбанов, Сеид Джемалович
Саид Джамалович Курбанов (азерб.  Səid Camal oğlu Qurbanov ; 21 декабря 1928, Салик, Дагестанская АССР — 12 марта 2009, Баку) — советский и российский государственный деятель, первый секретарь Дербентского РК КПСС (1962, 1966—1971 и 1973—1985). Министр сельского хозяйства ДАССР (1971—1973), глава администрации Дербентского района (1993—1998). Член Госсовета (с 1990 по 2002 гг.).

## Награды
- два ордена Ленина.
- Орден Трудового Красного Знамени.
- Орден «Знак Почёта».
- Орден «За заслуги перед Отечеством» IV степени (7 марта 1999 года) — за заслуги перед государством, многолетний добросовестный труд и большой вклад в укрепление дружбы и сотрудничества между народами[1].
- Орден Дружбы народов (6 мая 1994 года) — за большой личный вклад в социально-экономическое развитие Дербентского района и укрепление дружбы между народами[2].
- Орден «Слава» (9 декабря 2005 года, Азербайджан) — за заслуги в развитии дружественных связей и сотрудничества между Российской Федерацией и Азербайджанской Республикой[3].
- Почётный диплом Президента Азербайджанской Республики (20 декабря 2008 года, Азербайджан) — за заслуги в развитии взаимных связей между Азербайджанской Республикой и Республикой Дагестан Российской Федерации[4].